# 小林隆 (政治学者)
小林 隆（こばやし たかし、1962年 - ）は、日本の行政学者。東海大学政治経済学部教授。専門は地方自治、情報政策、電子政府、都市計画。

## 略歴
東京都出身。
1984年、東海大学政治経済学部政治学科卒業。1985年神奈川県大和市役所入所。
1994年、筑波大学大学院環境科学研究科修了。2005年3月、慶應義塾大学大学院政策・メディア研究科博士課程修了。博士（政策・メディア）。博士論文は「市民参加による計画プロセスの電子メディア化に関する研究」。
2004年、企画部情報政策課チーフを最後に大和市役所を退職。 同年4月、東海大学 政治経済学部 講師。2007年、准教授。2013年、教授。
総務省「Web2.0時代の地域のあり方に関する研究会」委員、大阪市地域情報化指針アドバイザー等を歴任。
2018年、東海大学 大学運営本部副本部長。

## 著書

### 単著
- 『インターネットで自治体改革 市民にやさしい情報政策』（イマジン出版, 2006年）
- 『情報社会と議会改革 ソーシャルネットが創る自治』（イマジン出版, 2011年）

### 共著
- 『市民参加のまちづくり』（学芸出版社, 1999年）
- 『市民にやさしい自治体ウェブサイト構築から運用まで』（NTT出版, 2005年）
- 『協働と市民活動の実務』（ぎょうせい, 2006年）
- 『みんなの命を救う 災害と情報アクセシビリティ』（NTT出版, 2006年）
- 『<ありうべき世界> へのパースペクティブ』（東海大学出版部, 2011年）